# Liste der Bürgermeister von Noordoostpolder
Dies ist die Liste der Bürgermeister der Gemeinde Noordoostpolder in der niederländischen Provinz Flevoland seit ihrer Gründung am 1. Januar 1962.
| Bürgermeister                           | Bürgermeister                           | Partei | Partei    | Amtszeit  | Anmerkungen   |
| --------------------------------------- | --------------------------------------- | ------ | --------- | --------- | ------------- |
| François Marinus van Panthaleon van Eck | François Marinus van Panthaleon van Eck |        | VVD       | 1962–1973 | [ 1 ]         |
| Gauke Loopstra                          | Gauke Loopstra                          |        | VVD       | 1973–1980 | [ 1 ]         |
|                                         | Roelf Hofstee Holtrop                   |        | VVD       | 1981–1988 | [ 2 ]         |
|                                         | Menno Knip                              |        | VVD       | 1989–1998 | [ 3 ]         |
|                                         | Willem van Rappard                      |        | VVD       | 1998–2010 | [ 1 ]         |
| Aucke van der Werff                     | Aucke van der Werff                     |        | CDA       | 2010–2018 | [ 4 ]         |
|                                         | Henk Tiesinga                           |        | CDA       | 2018      | kommissarisch |
|                                         | Harald Bouman                           |        | parteilos | 2018–2019 | [ 6 ] [ 7 ]   |
|                                         | Jan Westmaas                            |        | CDA       | 2019–2021 | kommissarisch |
|                                         | Roger de Groot                          |        | CDA       | 2021–     | [ 9 ]         |